# ニッケルクロムモリブデン鋼
ニッケルクロムモリブデン鋼（にっけるくろむもりぶでんこう:Nickel chromium molybdenum steel）は、鉄に炭素(0.12～0.43％)、ニッケル(0.40～4.50％)、クロム(0.40～3.50％)、モリブデン(0.15～0.70％)を含む合金鋼である。

## JISによる分類
炭素工具鋼材の日本工業規格(JIS)に基づく識別は先立つ記号「SNCM」で行う。
JIS G4053 機械構造用合金鋼鋼材
- SNCM 220
- SNCM 240
- SNCM 415
- SNCM 420
- SNCM 431
- SNCM 439
- SNCM 447
- SCNM 616
- SNCM 625
- SNCM 630
- SNCM 815